# 2. Königlich Bayerische Kavallerie-Brigade
Die 2. Kavallerie-Brigade war ein Großverband der Bayerischen Armee.

## Geschichte
Der Großverband wurde ursprünglich am 27. November 1815 als 3. Brigade des Generalkommandos München gebildet. Vom 1. Juni 1822 bis 19. November 1848 führte sie die Bezeichnung Kavalleriebrigade der 1. Armee-Division und formierte sich anschließend zur 2. Kavallerie-Brigade. Für die Dauer des mobilen Verhältnisses anlässlich des Krieges gegen Preußen 1866 war der Großverband als 1. leichte Kavallerie-Brigade dem Reserve-Kavallerie-Korps zugeordnet.
Die Brigade wurde zu Beginn des Ersten Weltkrieges aufgelöst. Gemäß Kriegsgliederung des Bayerischen Heeres mit Stand vom 2. August 1914 wurde das 4. Chevaulegers-Regiment der 2. Infanterie-Division, das 8. Chevaulegers-Regiment der 1. Infanterie-Division unterstellt.
Das Kommando stand in Augsburg.

## Gliederung
1914 war die Brigade Teil der 2. Division und ihr unterstanden:
- 4. Chevaulegers-Regiment „König“ in Augsburg
- 8. Chevaulegers-Regiment in Dillingen an der Donau

## Kommandeure
Bis 1872 führten die Kommandeure die Bezeichnung Kommandant.
| Dienstgrad          | Name                                        | Datum                                   |
| ------------------- | ------------------------------------------- | --------------------------------------- |
| Generalmajor        | Franz von Elbracht                          | 27. November 1815 bis 20. Februar 1824  |
|                     | Anton von Kirschbaum                        | 21. Februar 1824 bis 20. August 1827    |
| Generalmajor        | Albert von Pappenheim                       | 21. August 1827 bis 19. Dezember 1836   |
| Oberst/Generalmajor | Siegmund von Bieber                         | 20. Dezember 1836 bis 20. August 1848   |
| Generalmajor        | Georg Friedrich von Flotow                  | 21. August 1848 bis 17. September 1852  |
|                     | Friedrich-Wilhelm von Völderndorff-Waradein | 18. September 1852 bis 21. Juni 1857    |
|                     | Friedrich von Spreti                        | 22. Juni 1857 bis 9. März 1863          |
| Generalmajor        | Ludwig in Bayern                            | 10. März 1863 bis 2. Mai 1867           |
| Generalmajor        | Anton von Mayer auf Zaar                    | 03. Mai 1867 bis 23. April 1873         |
| Generalmajor        | Karl von Weinrich                           | 24. April 1873 bis 23. Juli 1878        |
| Generalmajor        | Emanuel von Kiliani                         | 24. Juli 1878 bis 31. Dezember 1882     |
| Oberst              | Maximilian Dürig                            | 01. Januar 1882 bis 2. Dezember 1884    |
| Oberst              | Hermann Scheffer                            | 03. Dezember 1884 bis 26. November 1886 |
| Generalmajor        | Gustav von Horn                             | 27. November 1886 bis 12. Februar 1891  |
| Generalmajor        | Albert von Könitz                           | 13. Februar 1891 bis 23. September 1894 |
| Generalmajor        | Ernst Beulwitz                              | 24. September 1894 bis 20. März 1900    |
| Generalmajor        | Günther von Le Suire                        | 21. März 1900 bis 11. Mai 1903          |
| Generalmajor        | Theodor von Pfetten-Arnbach                 | 12. Mai 1903 bis 2. Mai 1905            |
| Generalmajor        | Albert Koch                                 | 03. Mai 1905 bis 11. September 1907     |
| Generalmajor        | Maximilian Zeller                           | 12. September 1907 bis 25. Mai 1910     |
| Generalmajor        | Ernst von Schrott                           | 26. Mai 1910 bis 1. August 1914         |